# AHL 1962/63
Die Saison 1962/63 war die 27. reguläre Saison der American Hockey League (AHL). Während der regulären Saison bestritten die neun Teams der Liga jeweils 72 Spiele. Die sechs besten Mannschaften der AHL spielten anschließend in einer Play-off-Runde um den Calder Cup.

## Teamänderungen
Folgende Änderungen wurden vor Beginn der Saison vorgenommen:
- Die Baltimore Clippers wurden als Expansionsteam in die Liga aufgenommen

## Reguläre Saison

### Abschlusstabellen
Abkürzungen: GP = Spiele, W = Siege, L = Niederlagen, T = Unentschieden, OTL = Niederlage nach Overtime, GF = Erzielte Tore, GA = Gegentore, Pts = Punkte

Erläuterungen: In Klammern befindet sich die Platzierung innerhalb der Conference;       = Playoff-Qualifikation,       = Division-Sieger,       = Conference-Sieger

#### Reguläre Saison
| East Division       | GP | W  | L  | T  | GF  | GA  | Pts |
| ------------------- | -- | -- | -- | -- | --- | --- | --- |
| Providence Reds     | 72 | 38 | 29 | 5  | 239 | 203 | 81  |
| Hershey Bears       | 72 | 36 | 28 | 8  | 262 | 231 | 80  |
| Baltimore Clippers  | 72 | 35 | 30 | 7  | 226 | 244 | 77  |
| As de Québec        | 72 | 33 | 28 | 11 | 206 | 210 | 77  |
| Springfield Indians | 72 | 33 | 31 | 8  | 282 | 236 | 74  |

| West Division       | GP | W  | L  | T | GF  | GA  | Pts |
| ------------------- | -- | -- | -- | - | --- | --- | --- |
| Buffalo Bisons      | 72 | 41 | 24 | 7 | 237 | 199 | 89  |
| Cleveland Barons    | 72 | 31 | 34 | 7 | 270 | 253 | 69  |
| Rochester Americans | 72 | 24 | 39 | 9 | 241 | 270 | 57  |
| Pittsburgh Hornets  | 72 | 20 | 48 | 4 | 200 | 317 | 44  |

### Beste Scorer
Abkürzungen: GP = Spiele, G = Tore, A = Assists, Pts = Punkte, +/- = Plus/Minus, PIM = Strafminuten; Fett: Saisonbestwert
| Spieler         | Team                | GP | G  | A  | Pts | PIM |
| --------------- | ------------------- | -- | -- | -- | --- | --- |
| Bill Sweeney    | Springfield Indians | 69 | 38 | 65 | 103 | 16  |
| Hank Ciesla     | Cleveland Barons    | 72 | 42 | 56 | 98  | 41  |
| Willie Marshall | Hershey Bears       | 72 | 36 | 56 | 92  | 12  |
| Art Stratton    | Buffalo Bisons      | 70 | 20 | 70 | 90  | 18  |
| Bruce Cline     | Springfield Indians | 72 | 39 | 48 | 87  | 26  |
| Cleland Mortson | Hershey Bears       | 72 | 32 | 54 | 86  | 97  |
| Bill Masterton  | Cleveland Barons    | 72 | 27 | 55 | 82  | 12  |
| John McKenzie   | Buffalo Bisons      | 71 | 35 | 46 | 81  | 122 |
| Stan Baluik     | Providence Reds     | 72 | 23 | 58 | 81  | 52  |
| Fred Glover     | Cleveland Barons    | 71 | 26 | 54 | 80  | 171 |

## Calder-Cup-Playoffs

### Modus
Für die Play-offs qualifizierten sich die sechs besten Mannschaften der American Hockey League. In der ersten Play-off-Runde traf jeweils der Zweite der Eastern bzw. Western Division auf den Dritten und die beiden Divisionsgewinner trafen aufeinander. Die beiden Sieger aus den Duellen der Mannschaften auf den Plätzen zwei und drei trafen daraufhin in der zweiten Runde aufeinander, während der Gewinner aus dem Duell der beiden Divisionsgewinner durch ein Freilos automatisch für das Finale qualifiziert war. Die erste Play-off-Runden fand im Modus Best-of-Three statt, wobei die beiden Divisionsgewinner im Modus Best-of-Seven um die Finalteilnahme spielten. Die zweite Play-off-Runde fand im Modus Best-of-Five statt. Das Finale selbst wurde hingegen im Modus Best-of-Seven ausgespielt.

### Play-off-Übersicht

#### Erste Runde
- (W1) Buffalo Bisons – (E1) Providence Reds 4:2
- (E2) Hershey Bears – (E3) Baltimore Clippers 2:1
- (W2) Cleveland Barons – (W3) Rochester Americans 2:0

#### Zweite Runde
- (W1) Freilos für die Buffalo Bisons
- (E2) Hershey Bears – (W2) Cleveland Barons 3:2

#### Finale
- (W1) Buffalo Bisons – (E2) Hershey Bears 4:3

### Calder-Cup-Sieger
| Calder-Cup-Sieger Buffalo Bisons | Torhüter: Denis DeJordy Verteidiger: Ian Cushenan, Autry Erickson, Ron Ingram, Ed Van Impe, Bob Wilson Angreifer: Barry Cullen, Brian Cullen, Billy Dea, Pete Ford, Ed Kachur, John McKenzie, Gerry Melnyk, Doug Robinson, Cliff Schmautz, Brian Smith, Art Stratton, Larry Wilson Cheftrainer: Bill Reay General Manager: Fred Hunt |

## Vergebene Trophäen

### Mannschaftstrophäen
| Auszeichnung                                                            | Team            |
| ----------------------------------------------------------------------- | --------------- |
| Calder Cup Gewinner der AHL-Playoffs                                    | Buffalo Bisons  |
| F. G. „Teddy“ Oke Trophy Bestes Team der East Division, Reguläre Saison | Providence Reds |
| John D. Chick Trophy Bestes Team der West Division, Reguläre Saison     | Buffalo Bisons  |

### Individuelle Trophäen
| Auszeichnung                                                                  | Spieler       | Team                |
| ----------------------------------------------------------------------------- | ------------- | ------------------- |
| Les Cunningham Award MVP der regulären Saison                                 | Denis DeJordy | Buffalo Bisons      |
| John B. Sollenberger Trophy Bester Scorer                                     | Bill Sweeney  | Springfield Indians |
| Dudley „Red“ Garrett Memorial Award Bester Rookie                             | Doug Robinson | Buffalo Bisons      |
| Eddie Shore Award Bester Verteidiger                                          | Marc Reaume   | Hershey Bears       |
| Harry „Hap“ Holmes Memorial Award Torhüter mit dem geringsten Gegentorschnitt | Denis DeJordy | Buffalo Bisons      |